# برايان بروب
برايان بروب هو لاعب هوكي الجليد كندي، ولد في 15 فبراير 1959 في Lanigan, Saskatchewan ‏ في كندا.

## وصلات خارجية
- برايان بروب على موقع دوري الهوكي الوطني (الإنجليزية)
- برايان بروب على موقع قاعة مشاهير الهوكي (لاعب أن.إتش.أل) (الإنجليزية)
- برايان بروب على موقع EliteProspects.com (الإنجليزية)
- برايان بروب على موقع Eurohockey.com (الإنجليزية)
- برايان بروب على موقع HockeyDB.com (الإنجليزية)
- برايان بروب على موقع Hockey-Reference.com (الإنجليزية)
- برايان بروب على موقع قاعة مشاهير الرياضة في ساسكاتشوان (الإنجليزية)